# He Wasn't Man Enough
He Wasn't Man Enough è un brano R&B della cantante statunitense Toni Braxton, prodotto da Rodney "Darkchild" Jerkins e scritto dal produttore con Harvey Mason, Jr. e i collaboratori di sempre LaShawn Daniels e Fred Jerkins III. Il brano è uscito nella primavera del 2000 come singolo d'apertura del terzo album dell'artista, The Heat, ed ha avuto un enorme successo in tutto il mondo, arrivando alla prima posizione in classifica in Canada e nella classifica giapponese Tokio Hot 100, diventando così una delle hit più famose della cantante. In USA ha raggiunto la prima posizione della Billboard Hot R&B/Hip-Hop Songs e la seconda della Billboard Hot 100, diventando disco d'oro. La canzone ha conquistato un Grammy nel 2001 come Best Female R&B Vocal Performance.

## Video musicale
Il video musicale è stato diretto da Bille Woodruff, già regista di Un-Break My Heart. Il video inizia con delle immagini di un cartoon, in cui una versione animata della cantante nei panni di una sorta di supereroe apre la zip della propria tuta, attirando l'attenzione di un manipolo di nemici, che vengono prontamente annientati con una pistola laser dall'eroina. Il video è ambientato quasi interamente in un club, dove la cantante si sta sivertendo con i suoi amici. Ad un certo punto entra il suo ex con l'attuale compagna, interpretata dall'attrice Robin Givens, la quale lancia un'occhiataccia a Braxton mostrandole un vistoso anello di fidanzamento. La cantante reagisce con noncuranza e scherno, conoscendo bene il suo ex fidanzato. Durante il video le due donne si guardano a distanza, l'una (Givens) mostrando insofferenza e l'altra (Braxton) indifferenza, finché non si incontrano nelle toilettes, davanti allo specchio. Nel frattempo l'ex ragazzo della cantante le ammiccava a insaputa della sua attuale compagna, e Toni accontenta i desideri dell'uomo appartandosi con lui in una stanza. La cantante, distesa su un divano, chiede all'uomo di togliersi i pantaloni, ma quando questi inizia a spogliarsi, lei gli mostra una telecamera in alto che sta riprendendo tutta la scena e la sta proiettano contemporaneamente sugli schermi presenti nel locale, dove la sua ragazza e tutti gli altri la stanno guardando con sdegno e disgusto. Alla fine Robin Givens irrompe nella scena e getta addosso all'uomo l'anello di fidanzamento; a questo punto Toni si alza e batte un cinque con l'altra ragazza, e le due se ne vanno insieme, dimostrando come si fossero messe d'accordo durante l'incontro in bagno per smascherare l'infedeltà del ragazzo.
Il look della cantante è molto cambiato rispetto all'ultimo videoclip, uscito tre anni prima. Oltre a sfoggiare un abbigliamento sexy e casual, ha anche una capigliatura molto lunga e perfettamente liscia. Durante tutto il video vengono mostrate scene in cui l'artista canta la canzone. Nella prima scena mostrata Toni si trova in una stanza cilindrica rossa e indossa jeans sfumati, tacchi a spillo rossi, e un top molto succinto, rosso e costellato di paillettes. Dalla seconda strofa la cantante appare in una seconda stanza cilindrica, stavolta bianca, con pantaloni e top senza spalline bianchi e giubbetto nero; questa è l'unica scena in cui l'artista abbia i capelli ricci. Con il secondo ritornello la cantante appare in una stanza rettangolare, di nuovo con i capelli lisci, tacchi a spillo alti, e un vestito celeste aperto sul davanti, che lascia intravedere gli slip. Dopo la fine del ponte, viene mostrata la sequenza di una coreografia, eseguita una folta schiera di ballerine in un set irradiato di viola da un enorme neon circolare; qui la Braxton indossa tacchi vertiginosi e un vestito corto e argentato.

## Premi e riconoscimenti
Grazie a questo brano, la cantante ha portato a casa il suo sesto Grammy Award, il quarto della sua carriera nella categoria Best Female R&B Vocal Performance. Il video del singolo è stato nominato agli MTV Video Music Awards del 2000 in due categorie: Best R&B Video e Best Female Video, vinti rispettivamente da Say My Name delle Destiny's Child e da Try Again di Aaliyah. Con il successo ottenuto dal singolo, la cantante è stata premiata agli American Music Award come Favorite Female Soul/R&B Artist.

## Successo commerciale
Il singolo è il secondo della cantante, dopo You're Makin' Me High, ad essere arrivato al numero 1 delle classifiche R&B di Billboard, dove è rimasto per 4 settimane consecutive. Nella Hot 100, il singolo è arrivato al numero 2, diventando la sua sesta hit in top10 e diventando perfino disco d'oro. Nel Regno Unito è stato il suo quinto singolo ad entrare in top10, arrivando al numero 5. Anche in Nuova Zelanda ha raggiunto la quinta posizione (la stessa raggiunta da You're Makin' Me High 4 anni prima): entrato al numero 36, il singolo ha raggiunto la posizione numero 5 durante la sua ottava settimana di permanenza, passando ben 11 settimane in top10; con 22 settimane spese in totale in classifica, questo è diventato il singolo della cantante con la maggiore permanenza nella classifica neozelandese dopo Un-Break My Heart. In Australia il singolo ha debuttato al numero 6, raggiungendo la sua posizione più alta, anche qui la numero 5, durante la sesta settimana di presenza in classifica, passando 10 settimane in top10. In Canada è stato il primo singolo della cantante a raggiungere il numero 1.
Sarà stato il numero fortunato della canzone, ma destino ha voluto che raggiungesse la posizione numero 5 anche nei Paesi Bassi. In Svizzera invece il singolo ha raggiunto il numero 7 (dove è rimasto per 2 settimane non consecutive), passando 15 settimane nella top20; questa è stata la seconda canzone della Braxton ad entrare nelle classifiche svizzere. In Svezia il brano è arrivato al numero 10, diventando la sua seconda hit in top10. In Norvegia invece è stato il terzo singolo della cantante ad entrare in top20, arrivando al numero 13. Nel Belgio francese, dopo essere entrato alla posizione numero 37, ha raggiunto durante la quinta settimana la sua posizione più alta al numero 8, dove è rimasto per 4 settimane consecutive, e ha speso 20 settimane in classifica, di cui 14 passate in top20. In Francia si è fermato alla posizione numero 14, spendendo 24 settimane in classifica.
Il successo della canzone ha incentivato le vendite dell'album The Heat, che ha venduto più di due milioni di copie negli USA e più di quattro nel mondo; rimane infatti l'unico singolo di grande successo tratto dall'album. He Wasn't Man Enough è l'ultima grande hit della cantante prima del declino avvenuto con i successivi dischi.

## Classifiche
| Classifica (2000)                    | Posizione |
| ------------------------------------ | --------- |
| Australia                            | 5         |
| Belgio (Flemish)                     | 14        |
| Belgio (Wallonia)                    | 8         |
| Canada                               | 1         |
| Paesi Bassi                          | 5         |
| Francia                              | 14        |
| Germania                             | 20        |
| Irlanda                              | 12        |
| Tokio Hot 100                        | 1         |
| Nuova Zelanda                        | 5         |
| Norvegia                             | 13        |
| Svezia                               | 10        |
| Svizzera                             | 7         |
| Regno Unito                          | 5         |
| UK R&B Singles Chart                 | 3         |
| U.S. Billboard Hot 100               | 2         |
| U.S. Billboard Hot R&B/Hip-Hop Songs | 1         |
| U.S. Billboard Hot Adult R&B Airplay | 4         |
| U.S. Billboard Hot Dance Club Play   | 16        |
| U.S. ARC Weekly Top 40               | 7         |

## Tracce
CD 01
1. He Wasn't Man Enough (Radio Edit) - 3:58
2. He Wasn't Man Enough (Extended Version) - 5:35

CD 02
1. He Wasn't Man Enough (Album Version) - 4:21
2. He Wasn't Man Enough (Instrumental) - 4:19

CD 03
1. He Wasn't Man Enough - 4:21

CD MAXI 01
1. He Wasn't Man Enough (Radio Edit) - 4:02
2. You're Makin' Me High (Classic Edit) - 3:38
3. He Wasn't Man Enough (Extended Version) - 5:35
4. He Wasn't Man Enough (Video)

CD MAXI 02
1. He Wasn't Man Enough (Album Version) - 4:21
2. He Wasn't Man Enough (Instrumental) - 4:19
3. He Wasn't Man Enough (Call Out Research Hook) - 0:10

## Altri utilizzi
Il cantante nigeriano Burna Boy ha campionato il brano per la realizzazione del singolo Last Last del 2022.